# Silvares, Pias, Nogueira e Alvarenga
Silvares, Pias, Nogueira e Alvarenga (oficialmente: União das Freguesias de Silvares, Pias, Nogueira e Alvarenga) é uma freguesia portuguesa do município de Lousada, com 10,49 km² de área e 6594 habitantes (censo de 2021). A sua densidade populacional é 628,6 hab./km².

## História
Foi criada aquando da reorganização administrativa de 2012/2013, resultando da agregação das antigas freguesias de Silvares, Pias, Nogueira e Alvarenga.

## Demografia
A população registada nos censos foi:
| Distribuição da População por Grupos Etários | Distribuição da População por Grupos Etários | Distribuição da População por Grupos Etários | Distribuição da População por Grupos Etários | Distribuição da População por Grupos Etários | Distribuição da População por Grupos Etários |
| -------------------------------------------- | -------------------------------------------- | -------------------------------------------- | -------------------------------------------- | -------------------------------------------- | -------------------------------------------- |
| Antes da agregação                           |                                              |                                              |                                              |                                              |                                              |
| Ano                                          | 0-14 anos                                    | 15-24 anos                                   | 25-64 anos                                   | >= 65 anos                                   | Total                                        |
| 2001                                         | 1204                                         | 840                                          | 2793                                         | 541                                          | 5378                                         |
| 2011                                         | 1174                                         | 786                                          | 3547                                         | 704                                          | 6211                                         |
| Após a agregação                             |                                              |                                              |                                              |                                              |                                              |
| Ano                                          | 0-14 anos                                    | 15-24 anos                                   | 25-64 anos                                   | >= 65 anos                                   | Total                                        |
| 2021                                         | 945                                          | 806                                          | 3848                                         | 995                                          | 6594                                         |